# Elecciones presidenciales de Eslovaquia de 2014
Las elecciones presidenciales de Eslovaquia de 2014 se llevaron a cabo el 15 de marzo, con una segunda vuelta el 29 de marzo. Ivan Gašparovič, presidente incumbente, no se presentó a la reelección debido a que ya había ejercido los dos mandatos constitucionales permitidos.
Después de una primera vuelta, en la que ninguno de los candidatos obtuvo mayoría absoluta, Robert Fico y Andrej Kiska clasificaron para una segunda vuelta. El 29 de marzo de 2014, Kiska ganó la segunda vuelta de las elecciones después de obtener el 59.38% del voto popular, en comparación con el 40.61% que recibió Fico.

## Resultados
| Candidato                                           | Candidato           | Partido                                                  | Primera vuelta | Primera vuelta | Segunda vuelta | Segunda vuelta |
| Candidato                                           | Candidato           | Partido                                                  | Votos          | %              | Votos          | %              |
| --------------------------------------------------- | ------------------- | -------------------------------------------------------- | -------------- | -------------- | -------------- | -------------- |
|                                                     | Andrej Kiska        | Independiente                                            | 455.996        | 24.01          | 1.307.065      | 59.38          |
|                                                     | Robert Fico         | Dirección-Socialdemocracia                               | 531.919        | 28.01          | 893.841        | 40.61          |
|                                                     | Radoslav Procházka  | Independiente                                            | 403.548        | 21.25          |                |                |
|                                                     | Milan Kňažko        | Independiente                                            | 244.401        | 12.87          |                |                |
|                                                     | Gyula Bárdos        | Partido de la Comunidad Húngara                          | 97.035         | 5.11           |                |                |
|                                                     | Pavol Hrušovský     | Unión Demócrata y Cristiana Eslovaca-Partido Democrático | 63.298         | 3.33           |                |                |
|                                                     | Helena Mezenská     | Independiente                                            | 45.180         | 2.38           |                |                |
|                                                     | Ján Jurišta         | Partido Comunista de Eslovaquia                          | 12.209         | 0.64           |                |                |
|                                                     | Ján Čarnogurský     | Independiente                                            | 12.207         | 0.64           |                |                |
|                                                     | Viliam Fischer      | Independiente                                            | 9.514          | 0.50           |                |                |
|                                                     | Jozef Behýl         | Independiente                                            | 9.126          | 0.48           |                |                |
|                                                     | Milan Melník        | Independiente                                            | 7.678          | 0.40           |                |                |
|                                                     | Jozef Šimko         | Partido de la Eslovaquia Moderna                         | 4.674          | 0.25           |                |                |
|                                                     | Stanislav Martinčko | Coalición de Ciudadanos de Eslovaquia                    | 2.547          | 0.13           |                |                |
| Total                                               | Total               | Total                                                    | 1.899.332      | 100.00         | 2.200.906      | 100.00         |
| Votos válidos                                       | Votos válidos       | Votos válidos                                            | 1.899.332      | 99.23          | 2.200.906      | 98.94          |
| Votos anulados                                      | Votos anulados      | Votos anulados                                           | 14.689         | 0.77           | 23.491         | 1.06           |
| Votos en total                                      | Votos en total      | Votos en total                                           | 1.914.021      | 43.40          | 2.224.397      | 50.48          |
| Electorado                                          | Electorado          | Electorado                                               | 4.409.793      | —              | 4.406.261      | —              |
| Fuente: Statistisches Amt der Slowakischen Republik |                     |                                                          |                |                |                |                |